# Lütetsburg
Lütetsburg (Oost-Fries: Lütsbörg) is een gemeente in de Duitse deelstaat Nedersaksen. De gemeente ligt in de regio Oost-Friesland en is bestuurlijk onderdeel van de Samtgemeinde Hage, behorend bij de Landkreis Aurich. Lütetsburg telt 728 inwoners.
In de gemeente ligt het kasteel Lütetsburg, waaraan de gemeente haar naam ontleent. Het is een zogenaamde waterburcht. Het kasteel beschikt over een kasteeltuin, welke te bezichtigen is. Het bewoonde kasteel is niet voor bezichtiging toegankelijk.